# Dan Ahearn

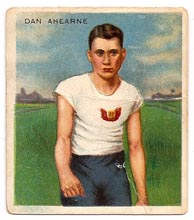
Dan Ahearn(1910)

Dan Ahearn (eigentlich: Daniel William Ahearne; * 12. April 1888 in Athea, County Limerick; † 20. Dezember 1942 in Chicago, Illinois) war ein US-amerikanischer Leichtathlet irischer Herkunft.
Dan Ahearne wuchs zusammen mit seinem älteren Bruder Tim Ahearne, Dreisprungolympiasieger 1908, in Irland auf. Daniel wanderte 1909 in die Vereinigten Staaten aus und strich bei der Einwanderung das e am Schluss seines Namens. Tim Ahearne folgte seinem Bruder später nach.
Von 1910 bis 1918 gewann er acht Meisterschaften der Amateur Athletic Union im Dreisprung. Am 30. Mai 1911 sprang er in New York 15,52 Meter. Diese Weite wurde 1912 als erster offizieller Weltrekord im Dreisprung anerkannt.
An den Olympischen Spielen 1912 in Stockholm durfte er nicht teilnehmen, weil er noch nicht die Staatsbürgerschaft der USA besaß. Bei den Olympischen Spielen 1920 wurde er mit einer Weite von 14,08 Meter Sechster.
Dan Ahearn war 1,78 m groß und wog in seiner aktiven Zeit 69 kg.